# Водотривка перемичка
Водотривка перемичка (англ. waterproof cofferdam, нім. Wasserdamm m) — у гірництві — споруда для ізоляції діючих шахтних виробок від раптового проникнення в них води. В.п. споруджуються з бетону, залізобетону і бувають суцільними або з герметич. металевими дверима, які відкриваються у бік очікуваного прориву води. Суцільні В.п. поділяються на клинчасті одно- та багатоступінчасті. У разі прориву води люди покидають виробку, а двері зачиняють. Під прикриттям бетонних В.п. виконують спуск води з затоплених виробок через спеціальні водоспускні свердловини.